# Rari
Rari (del mapudungun, dadin, radin, rari o rarin, nombre de un arbusto llamado también ruacho o chilca) es una aldea de la comuna de Colbún, en la Provincia de Linares, Región del Maule, Chile, ubicada al pie de la precordillera de Linares y vecina a las Termas de Panimávida y de Quinamávida. 

## Geografía
Rari y los poblados vecinos (Paso Rari, San Francisco de Rari, etc.) congregan una población combinada de alrededor de 1300 habitantes. Las coordenadas geográficas del lugar son: latitud: -35.767, longitud: -71.417, altitud: 270 m.

## Artesanía

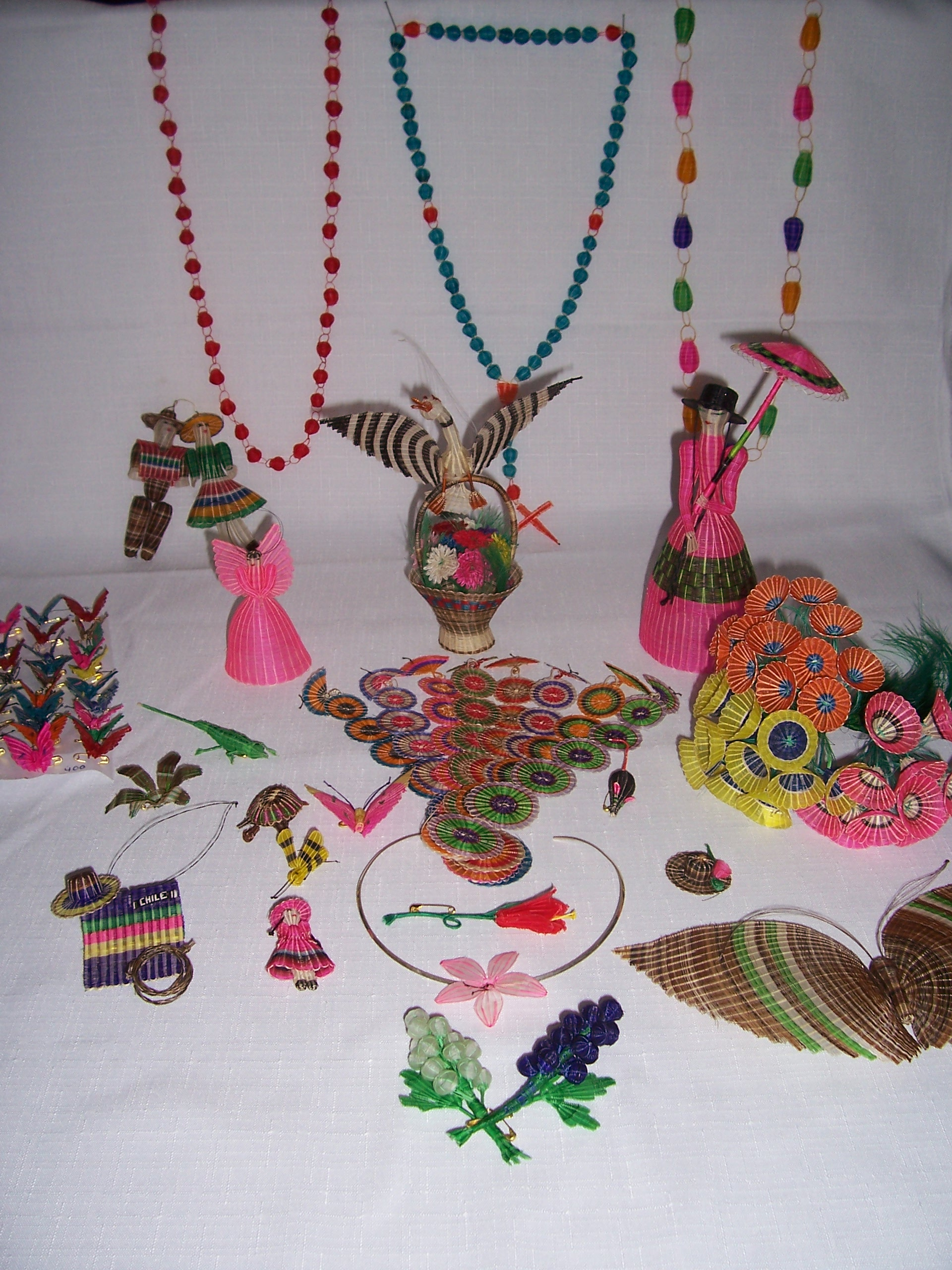
Artesanía en crin.

### Tejido en crin
Rari es conocido en Chile por sus figuras de artesanía en crin, siendo única en el mundo. La tradición oral dice que el arte de tejer en crín de caballo tiene más de 200 años de historia. Este oficio se ha mantenido casi intacto en el tiempo y una de las razones que ha dado origen a este oficio ha sido gracias al relativo aislamiento geográfico de Rari.
Las artesanas de la localidad trabajan el crin de caballo de color natural o teñido, y también combinado con el ixtle, fibra vegetal proveniente de México, que se emplea para dar firmeza a la estructura del tejido. La técnica consiste en el entramado de las fibras de crin en torno a las de ixtle, que se disponen en la urdimbre. Las únicas herramientas empleadas son las manos y la aguja para las terminaciones.
Inicialmente, se usaron raíces de álamo para elaborar estas pequeñas figuras, que luego fueron reemplazadas por las hebras de crin, y actualmente son acompañadas por el ixtle, que se usa para elaborar hilos bases donde se entrelazan los hilos de crin, teñidos de vivos colores. Los objetos que se elaboran son: sombreros, canastillos, mariposas, rosarios, flores, pulseras, anillos etc.
La materialidad del trabajo, y sus características de tejido la hacen una artesanía única en el mundo. Existen más de 300 figuras diferentes que las Artesanas maestras de Rari son capaces de crear, y este número siempre esta en aumento debido a la creatividad de las mismas y las demandas de los clientes.
La Artesanía en Crin de Rari se exporta a todo el mundo, siendo Europa uno de los principales clientes, pues son quienes valoran más el trabajo detrás de cada figura.

### Transmisión y aprendizaje
La técnica de cestería en crin, es transmitida de generación en generación, así como la mayoría de las técnicas artesanales presentes en Chile.
Quienes principalmente desarrollan este oficio son mujeres. Así, las mujeres de la casa, se reúnen en espacios comunes para tejer la crin; En los tiempos libres que deja el desarrollo de otros oficios, o bien las labores domésticas, se reúnen mamás, abuelas y nietas en el comedor, la cocina o bajo la sombra de algún árbol, a tejer y al mismo tiempo retransmitir saberes y cultura. No solo se urde y se entrama; sino que también se resignifica esta práctica que ya tiene casi 200 años de existencia y que es única en el mundo.
Esta técnica, es desarrollada por los miembros de la familia según su edad y género, dividiéndose las labores entre: trabajar, secar y teñir el crin, tejerlo, diseñar figuras, enseñarlo a sus familias y finalmente vender las artesanías, las cuales, son uno de los atractivos principales de la zona.
La comunidad de artesanas de Rari fue reconocida Tesoros Humanos Vivos el 2010 por el consejo nacional de las culturas y las artes y Unesco. Y declarada ciudad artesanal del mundo 2015 por Word Crafts Council.

## Turismo
Rari es una zona donde se combinan una serie de actividades, lugares y empresas relacionadas con el turismo durante todo el año. Se pueden desarrollar dentro del pueblo varios tipos de actividades de Turismo aventura, Cultural y otros, existiendo en la actualidad prestadores de servicios dentro del mismo pueblo.
La oferta turística permite también desarrollar un turismo bajo los conceptos "meet the people" en donde los visitantes podrán compartir de cerca con nuestras artesanas su vida y entorno.
Entre los atractivos con que cuenta Rari se encuentra el Parque Las Vizcachas de Rari, ubicado a 10 kilómetros de Panimávida. Un parque de más de 600 hectáreas con diversa flora y fauna, cielos muy transparentes por la escasa contaminación lumínica y piscinas naturales que genera el Estero Rari. 
Desde Rari se puede visitar toda la región y experimentar las Rutas del Vino, Ramal Talca Constitución, Reservas Nacionales, etc. Estos servicios se pueden contratar directamente en la agencia de turismo del pueblo. 
Rari, se encuentra a solo unos kilómetros del nuevo acceso a Chile desde Argentina por Paso Pehuenche, convirtiéndolo en un atractivo más del Destino Maule, con excelente conectividad y abierto todo el año.

## Fiestas
Durante el año se celebran varias fiestas en Rari, las más importantes son San Sebastián el día 20 de enero y San Juan el 23 de junio, la primera es de carácter religioso en donde a través de una procesión desde Rari a Panimávida es trasladado el Santo mientras lo acompañan miles de personas, sin embargo la principal característica son los más de 1000 huasos a caballos que participan en la actividad.
1. Por otra parte San Juan es una fiesta típica del campo chileno, en donde se celebraba al interior de las familias a las personas con este nombre, hoy el pueblo celebra esta fiesta típica con todos sus habitantes y con quienes nos acompañan en esta fecha especial. La actividad se desarrolla en la escuela del pueblo y cuenta con un show de música chilena, comidas típicas, pruebas de San Juan y más.

## Personajes célebres
- Daniel Rebolledo Sepúlveda[3] (militar chileno durante la Guerra del Pacífico)
- Pablo Aguilera, periodista, presentador y locutor de Radio Pudahuel